# James Harry Covington
James Harry Covington (ur. 3 maja 1870, zm. 4 lutego 1942 w Waszyngtonie) – amerykański polityk i prawnik związany z Partią Demokratyczną. W latach 1909–1914 był przedstawicielem pierwszego okręgu wyborczego w stanie Maryland w Izbie Reprezentantów Stanów Zjednoczonych. W latach 1914–1918 był sędzią sądu najwyższego Dystryktu Kolumbii, a w latach 1914–1919 był profesorem prawa na Uniwersytecie Georgetown.